# Llista de topònims de Montellà i Martinet
Llista de topònims (noms propis de lloc) del municipi de Montellà i Martinet, a la Baixa Cerdanya
Informació actualitzada per un bot. Els canvis manuals es perdran quan s'actualitzi!

## borda
| imatge | Nom                | Ubicat a            | instància de | Detalls       | coordenades                                                                   | Protecció | Commons (més fotos) | Dades a WD                    |
| ------ | ------------------ | ------------------- | ------------ | ------------- | ----------------------------------------------------------------------------- | --------- | ------------------- | ----------------------------- |
|        | Corral del Claret  | Montellà i Martinet | borda        |               | 42° 18′ 23″ N, 1° 42′ 37″ E / 42.306368467797°N,1.7103558278229°E             |           |                     | Modifica les dades a Wikidata |
|        | borda de les Valls | Montellà i Martinet | borda        |               | 42° 18′ 56″ N, 1° 40′ 51″ E / 42.3155955501192°N,1.68081722114211°E           |           |                     | Modifica les dades a Wikidata |
|        | borda del Baster   | Montellà i Martinet | borda        |               | 42° 18′ 49″ N, 1° 40′ 04″ E / 42.31369°N,1.66769°E                            |           |                     | Modifica les dades a Wikidata |
|        | borda del Calçot   | Montellà i Martinet | borda        |               | 42° 21′ 07″ N, 1° 43′ 23″ E / 42.3518716081136°N,1.72299129586101°E           |           |                     | Modifica les dades a Wikidata |
|        | borda del Poncí    | Montellà i Martinet | borda        |               | 42° 18′ 51″ N, 1° 40′ 25″ E / 42.31413°N,1.67348°E                            |           |                     | Modifica les dades a Wikidata |
|        | la Cabana          | Montellà i Martinet | borda        |               | 42° 20′ 00″ N, 1° 42′ 00″ E / 42.333270179891°N,1.7000959804853°E             |           |                     | Modifica les dades a Wikidata |
|        | les Eres           | Montellà i Martinet | borda        | Estat: ruïnós | 42° 20′ 11″ N, 1° 42′ 39″ E / 42.3363005720387°N,1.71093723179116°E 1389 msnm |           |                     | Modifica les dades a Wikidata |

## castell
| imatge | Nom                  | Ubicat a            | instància de | Detalls | coordenades                                                                           | Protecció                                            | Commons (més fotos) | Dades a WD                    |
| ------ | -------------------- | ------------------- | ------------ | ------- | ------------------------------------------------------------------------------------- | ---------------------------------------------------- | ------------------- | ----------------------------- |
|        | Castell de Montellà  | Montellà i Martinet | castell      |         | 42° 21′ 20″ N, 1° 42′ 20″ E / 42.355516°N,1.705524°E ca:Al Turó de Montellà 1171 msnm | bé d'interès cultural bé cultural d'interès nacional |                     | Modifica les dades a Wikidata |
|        | Castell de Sant Romà | Montellà i Martinet | castell      |         | 42° 19′ 21″ N, 1° 43′ 39″ E / 42.322495°N,1.72741°E 1531 msnm                         | bé integrant del patrimoni cultural català           |                     | Modifica les dades a Wikidata |
|        | Castell de Víllec    | Montellà i Martinet | castell      |         | 42° 20′ 15″ N, 1° 40′ 39″ E / 42.3374°N,1.67759°E ca:Al Tossal de Víllec 1263 msnm    | bé d'interès cultural bé cultural d'interès nacional |                     | Modifica les dades a Wikidata |

## entitat singular de població
| imatge | Nom                  | Ubicat a            | instància de                                   | Detalls | coordenades                                                                | Protecció | Commons (més fotos)  | Dades a WD                    |
| ------ | -------------------- | ------------------- | ---------------------------------------------- | ------- | -------------------------------------------------------------------------- | --------- | -------------------- | ----------------------------- |
|        | Béixec               | Montellà i Martinet | entitat singular de població                   | 7 hab   | 42° 20′ 47″ N, 1° 39′ 44″ E / 42.346253°N,1.662108°E 1313 msnm             |           | Béixec               | Modifica les dades a Wikidata |
|        | Estana               | Montellà i Martinet | entitat singular de població                   | 18 hab  | 42° 19′ 13″ N, 1° 39′ 44″ E / 42.32032°N,1.66215°E 1502 msnm               |           | Estana               | Modifica les dades a Wikidata |
|        | Martinet de Cerdanya | Montellà i Martinet | entitat singular de població capital municipal | 437 hab | 42° 21′ 36″ N, 1° 41′ 44″ E / 42.360027777778°N,1.6955833333333°E 963 msnm |           | Martinet de Cerdanya | Modifica les dades a Wikidata |
|        | Montellà             | Montellà i Martinet | entitat singular de població                   | 143 hab | 42° 21′ 16″ N, 1° 42′ 15″ E / 42.35448333°N,1.70408056°E 1154 msnm         |           | Montellà de Cadí     | Modifica les dades a Wikidata |
|        | Víllec               | Montellà i Martinet | entitat singular de població                   | 14 hab  | 42° 20′ 01″ N, 1° 40′ 28″ E / 42.333692°N,1.674381°E 1100 msnm             |           | Víllec               | Modifica les dades a Wikidata |

## església
| imatge | Nom                                         | Ubicat a            | instància de | Detalls                                   | coordenades                                                                                                 | Protecció                                  | Commons (més fotos)                 | Dades a WD                    |
| ------ | ------------------------------------------- | ------------------- | ------------ | ----------------------------------------- | --- | ------------------------------------------ | ----------------------------------- | ----------------------------- |
|        | Campanar de l'església de Sant Eloi         | Montellà i Martinet | església     | Estil: arquitectura popular               | 42° 21′ 41″ N, 1° 41′ 42″ E / 42.361444°N,1.694882°E                                                        | bé integrant del patrimoni cultural català | Campanar de l'església de Sant Eloi | Modifica les dades a Wikidata |
|        | Sant Antoni de Pàdua de Montellà i Martinet | Montellà i Martinet | església     | Estil: arquitectura popular               | 42° 21′ 38″ N, 1° 41′ 37″ E / 42.360611°N,1.693666°E                                                        | bé integrant del patrimoni cultural català |                                     | Modifica les dades a Wikidata |
|        | Sant Climent d'Estana                       | Montellà i Martinet | església     | Estil: arquitectura popular               | 42° 19′ 16″ N, 1° 39′ 45″ E / 42.321°N,1.66256°E ca:Estana                                                  | bé cultural d'interès local                | Sant Climent d'Estana               | Modifica les dades a Wikidata |
|        | Sant Iscle i Santa Victòria de Béixec       | Montellà i Martinet | església     | Estil: arquitectura romànica              | 42° 20′ 44″ N, 1° 39′ 42″ E / 42.345487°N,1.661789°E                                                        | bé cultural d'interès local                |                                     | Modifica les dades a Wikidata |
|        | Sant Martí de Víllec                        | Montellà i Martinet | església     | Estil: arquitectura romànica              | 42° 20′ 01″ N, 1° 40′ 34″ E / 42.333738°N,1.676187°E ca:Víllec 1077 msnm                                    | bé cultural d'interès local                | Sant Martí de Víllec                | Modifica les dades a Wikidata |
|        | Sant Serni de Montellà                      | Montellà i Martinet | església     | Estil: arquitectura popular               | 42° 21′ 18″ N, 1° 42′ 19″ E / 42.3551°N,1.70526°E                                                           | bé integrant del patrimoni cultural català | Sant Serni de Montellà              | Modifica les dades a Wikidata |
|        | Santa Maria de Bastanist                    | Montellà i Martinet | església     | Estil: arquitectura romànica 12nd century | 42° 18′ 43″ N, 1° 41′ 11″ E / 42.31202778°N,1.68637778°E ca:Bastanist, al vessant nord de la Serra del Cadí | bé integrant del patrimoni cultural català | Mare de Déu de Bastanist            | Modifica les dades a Wikidata |
|        | església de Sant Genís de Montellà          | Montellà i Martinet | església     | Estil: arquitectura romànica              | 42° 21′ 07″ N, 1° 42′ 20″ E / 42.351889°N,1.705686°E                                                        | bé cultural d'interès local                | Església de Sant Genís de Montellà  | Modifica les dades a Wikidata |

## masia
| imatge | Nom                                      | Ubicat a            | instància de | Detalls                     | coordenades                                                                   | Protecció                                  | Commons (més fotos) | Dades a WD                    |
| ------ | ---------------------------------------- | ------------------- | ------------ | --------------------------- | ----------------------------------------------------------------------------- | ------------------------------------------ | ------------------- | ----------------------------- |
|        | Ca l'Isern                               | Montellà i Martinet | masia        |                             | 42° 20′ 00″ N, 1° 40′ 07″ E / 42.3331964579012°N,1.66863917832242°E           |                                            |                     | Modifica les dades a Wikidata |
|        | Ca la Font                               | Montellà i Martinet | masia        |                             | 42° 19′ 08″ N, 1° 39′ 42″ E / 42.3188305449189°N,1.66155178516522°E           |                                            |                     | Modifica les dades a Wikidata |
|        | Cal Bordanova                            | Montellà i Martinet | masia        |                             | 42° 20′ 38″ N, 1° 42′ 15″ E / 42.3438439365356°N,1.70422751403903°E           |                                            |                     | Modifica les dades a Wikidata |
|        | Cal Cepat                                | Montellà i Martinet | masia        |                             | 42° 20′ 42″ N, 1° 42′ 51″ E / 42.3450892536924°N,1.71404767953245°E           |                                            |                     | Modifica les dades a Wikidata |
|        | Cal Francesó                             | Montellà i Martinet | masia        |                             | 42° 19′ 52″ N, 1° 40′ 14″ E / 42.3310744158483°N,1.67048029441423°E           |                                            |                     | Modifica les dades a Wikidata |
|        | Cal Gasc                                 | Montellà i Martinet | masia        |                             | 42° 19′ 57″ N, 1° 40′ 17″ E / 42.3325423029198°N,1.67125047007325°E           |                                            |                     | Modifica les dades a Wikidata |
|        | Cal Gombau                               | Montellà i Martinet | masia        |                             | 42° 19′ 51″ N, 1° 40′ 12″ E / 42.3308874447585°N,1.66988949524301°E           |                                            |                     | Modifica les dades a Wikidata |
|        | Cal Julieta                              | Montellà i Martinet | masia        |                             | 42° 21′ 18″ N, 1° 42′ 10″ E / 42.3550317692961°N,1.70285630844284°E           |                                            |                     | Modifica les dades a Wikidata |
|        | Cal Lloset                               | Montellà i Martinet | masia        |                             | 42° 21′ 30″ N, 1° 41′ 59″ E / 42.3584624693455°N,1.69962860621727°E           |                                            |                     | Modifica les dades a Wikidata |
|        | Cal Mandrat                              | Montellà i Martinet | masia        |                             | 42° 20′ 45″ N, 1° 42′ 09″ E / 42.3457419807377°N,1.70244031622244°E           |                                            |                     | Modifica les dades a Wikidata |
|        | Cal Martí                                | Montellà i Martinet | masia        |                             | 42° 19′ 58″ N, 1° 40′ 15″ E / 42.3328892279926°N,1.67087902979381°E           |                                            |                     | Modifica les dades a Wikidata |
|        | Cal Pallarès                             | Montellà i Martinet | masia        | Estil: arquitectura popular | 42° 20′ 01″ N, 1° 40′ 28″ E / 42.333634°N,1.674482°E                          | bé integrant del patrimoni cultural català |                     | Modifica les dades a Wikidata |
|        | Cal Paraire                              | Montellà i Martinet | masia        |                             | 42° 18′ 40″ N, 1° 43′ 30″ E / 42.3110806177652°N,1.72513887875317°E           |                                            |                     | Modifica les dades a Wikidata |
|        | Cal Soldat                               | Montellà i Martinet | masia        |                             | 42° 21′ 02″ N, 1° 43′ 09″ E / 42.3505489114501°N,1.71906000875774°E           |                                            |                     | Modifica les dades a Wikidata |
|        | Esconsa                                  | Montellà i Martinet | masia        |                             | 42° 20′ 39″ N, 1° 42′ 52″ E / 42.344238900043°N,1.7144379670826°E             |                                            |                     | Modifica les dades a Wikidata |
|        | Escàs                                    | Montellà i Martinet | masia        |                             | 42° 19′ 03″ N, 1° 41′ 21″ E / 42.3175727989053°N,1.68910048988893°E           |                                            |                     | Modifica les dades a Wikidata |
|        | Mas Mendrat i capella de Santa Magdalena | Montellà i Martinet | masia        | Estil: arquitectura popular | 42° 20′ 46″ N, 1° 42′ 08″ E / 42.3460456372393°N,1.70221554286757°E 1212 msnm | bé integrant del patrimoni cultural català |                     | Modifica les dades a Wikidata |
|        | Perbes                                   | Montellà i Martinet | masia        |                             | 42° 21′ 01″ N, 1° 40′ 57″ E / 42.35029607964°N,1.68244713711272°E             |                                            |                     | Modifica les dades a Wikidata |
|        | Ruvíllec                                 | Montellà i Martinet | masia        |                             | 42° 20′ 58″ N, 1° 41′ 11″ E / 42.349324664646°N,1.6864101425337°E             |                                            |                     | Modifica les dades a Wikidata |
|        | Sant Bartomeu                            | Montellà i Martinet | masia        |                             | 42° 20′ 09″ N, 1° 41′ 21″ E / 42.335846934699°N,1.6891183897913°E             |                                            |                     | Modifica les dades a Wikidata |
|        | Sant Romà                                | Montellà i Martinet | masia        |                             | 42° 19′ 41″ N, 1° 43′ 36″ E / 42.3279838903113°N,1.72667879814509°E           |                                            |                     | Modifica les dades a Wikidata |
|        | Santromà                                 | Montellà i Martinet | masia        |                             | 42° 20′ 36″ N, 1° 42′ 42″ E / 42.3432242599625°N,1.71157273464098°E           |                                            |                     | Modifica les dades a Wikidata |
|        | el Cabiscol                              | Montellà i Martinet | masia        |                             | 42° 21′ 24″ N, 1° 40′ 54″ E / 42.3567185982367°N,1.68177869142715°E           |                                            |                     | Modifica les dades a Wikidata |
|        | l'Hostal Nou                             | Montellà i Martinet | masia        |                             | 42° 21′ 47″ N, 1° 39′ 50″ E / 42.3630213640069°N,1.66377141295161°E           |                                            |                     | Modifica les dades a Wikidata |
|        | la Molina de Ridolaina                   | Montellà i Martinet | masia        | Estil: arquitectura popular | 42° 20′ 15″ N, 1° 44′ 08″ E / 42.337516°N,1.735532°E                          | bé integrant del patrimoni cultural català |                     | Modifica les dades a Wikidata |
|        | les Valls                                | Montellà i Martinet | masia        |                             | 42° 18′ 52″ N, 1° 41′ 20″ E / 42.3143190950216°N,1.68887680338549°E           |                                            |                     | Modifica les dades a Wikidata |

## muntanya
| imatge | Nom                           | Ubicat a                               | instància de | Detalls | coordenades                                                             | Protecció | Commons (més fotos)                | Dades a WD                    |
| ------ | ----------------------------- | -------------------------------------- | ------------ | ------- | ----------------------------------------------------------------------- | --------- | ---------------------------------- | ----------------------------- |
|        | Cap del Turó                  | Montellà i Martinet                    | muntanya     |         | 42° 20′ 42″ N, 1° 43′ 32″ E / 42.3449°N,1.7256°E 1255.7 msnm            |           |                                    | Modifica les dades a Wikidata |
|        | Comabona                      | Montellà i Martinet Gisclareny         | muntanya     |         | 42° 17′ 01″ N, 1° 43′ 38″ E / 42.2837256647°N,1.72723092081°E 2548 msnm |           | Comabona                           | Modifica les dades a Wikidata |
|        | Montgràs                      | Montellà i Martinet                    | muntanya     |         | 42° 21′ 34″ N, 1° 42′ 36″ E / 42.35939722°N,1.7099°E 1216 msnm          |           |                                    | Modifica les dades a Wikidata |
|        | Pic de Costa Cabirolera       | Montellà i Martinet Bagà Josa i Tuixén | muntanya     |         | 42° 16′ 53″ N, 1° 40′ 14″ E / 42.281459°N,1.670418°E 2604 msnm          |           | Pic de Costa Cabirolera            | Modifica les dades a Wikidata |
|        | Pic del Cabirol               | Montellà i Martinet Bagà               | muntanya     |         | 42° 17′ 06″ N, 1° 42′ 04″ E / 42.284953°N,1.701012°E 2456 msnm          |           |                                    | Modifica les dades a Wikidata |
|        | Puig de la Canal del Cristall | Montellà i Martinet Josa i Tuixén      | muntanya     |         | 42° 17′ 02″ N, 1° 39′ 17″ E / 42.283967°N,1.654771°E 2583 msnm          |           | Puig de la Canal del Cristall      | Modifica les dades a Wikidata |
|        | Roca Gran                     | Montellà i Martinet                    | muntanya     |         | 42° 18′ 59″ N, 1° 42′ 42″ E / 42.316284°N,1.711598°E 2088 msnm          |           |                                    | Modifica les dades a Wikidata |
|        | Roca Punxeta                  | Montellà i Martinet                    | muntanya     |         | 42° 17′ 07″ N, 1° 39′ 53″ E / 42.28533639°N,1.66486111°E 2332 msnm      |           | Roca Punxeta (Montellà i Martinet) | Modifica les dades a Wikidata |
|        | Roca Verda                    | Montellà i Martinet                    | muntanya     |         | 42° 17′ 11″ N, 1° 39′ 37″ E / 42.28649722°N,1.66030556°E 2400 msnm      |           | Roca Verda                         | Modifica les dades a Wikidata |
|        | Roca de l'Ordiguer            | Montellà i Martinet                    | muntanya     |         | 42° 17′ 15″ N, 1° 39′ 25″ E / 42.2875°N,1.6569°E 2346 msnm              |           | Roca de l'Ordiguer                 | Modifica les dades a Wikidata |
|        | Roques Llongues               | Montellà i Martinet                    | muntanya     |         | 42° 19′ 06″ N, 1° 41′ 52″ E / 42.3184°N,1.6977°E 1622.4 msnm            |           |                                    | Modifica les dades a Wikidata |
|        | Roques de la Llinda           | Montellà i Martinet                    | muntanya     |         | 42° 19′ 24″ N, 1° 42′ 57″ E / 42.3232°N,1.71571°E 1750 msnm             |           |                                    | Modifica les dades a Wikidata |
|        | Serrat de les Maleses         | Montellà i Martinet                    | muntanya     |         | 42° 21′ 08″ N, 1° 40′ 07″ E / 42.3523°N,1.66871°E 1331.4 msnm           |           |                                    | Modifica les dades a Wikidata |
|        | Tossal de Víllec              | Montellà i Martinet                    | muntanya     |         | 42° 20′ 15″ N, 1° 40′ 39″ E / 42.33746389°N,1.67752222°E 1263.8 msnm    |           |                                    | Modifica les dades a Wikidata |
|        | Turó de la Canal              | Montellà i Martinet                    | muntanya     |         | 42° 20′ 11″ N, 1° 41′ 51″ E / 42.33648611°N,1.69758333°E 1541.7 msnm    |           |                                    | Modifica les dades a Wikidata |
|        | Turó del Batlle               | Montellà i Martinet                    | muntanya     |         | 42° 19′ 56″ N, 1° 43′ 07″ E / 42.33220833°N,1.7186675°E 1698.9 msnm     |           |                                    | Modifica les dades a Wikidata |
|        | el Blancor                    | Montellà i Martinet                    | muntanya     |         | 42° 17′ 59″ N, 1° 42′ 45″ E / 42.2996°N,1.71238°E 2078.7 msnm           |           |                                    | Modifica les dades a Wikidata |
|        | el Puig                       | Montellà i Martinet                    | muntanya     |         | 42° 19′ 23″ N, 1° 42′ 03″ E / 42.32311111°N,1.70069778°E 1906.5 msnm    |           |                                    | Modifica les dades a Wikidata |
|        | el Salt del Sastre            | Josa i Tuixén Montellà i Martinet      | muntanya     |         | 42° 16′ 57″ N, 1° 39′ 42″ E / 42.282405°N,1.661544°E 2591.5 msnm        |           |                                    | Modifica les dades a Wikidata |

## pont
| imatge | Nom                        | Ubicat a            | instància de | Detalls                     | coordenades                                          | Protecció                                  | Commons (més fotos) | Dades a WD                    |
| ------ | -------------------------- | ------------------- | ------------ | --------------------------- | ---------------------------------------------------- | ------------------------------------------ | ------------------- | ----------------------------- |
|        | Pont a Montellà i Martinet | Montellà i Martinet | pont         | Estil: arquitectura popular | 42° 19′ 00″ N, 1° 40′ 50″ E / 42.316695°N,1.680432°E | bé integrant del patrimoni cultural català |                     | Modifica les dades a Wikidata |
|        | Pont de Cabiscol           | Montellà i Martinet | pont         | Estil: arquitectura popular | 42° 21′ 24″ N, 1° 41′ 04″ E / 42.356792°N,1.684529°E | bé integrant del patrimoni cultural català |                     | Modifica les dades a Wikidata |

## serra
| imatge | Nom                | Ubicat a                 | instància de | Detalls | coordenades                                                                   | Protecció | Commons (més fotos) | Dades a WD                    |
| ------ | ------------------ | ------------------------ | ------------ | ------- | ----------------------------------------------------------------------------- | --------- | ------------------- | ----------------------------- |
|        | Montsec de Béixec  | Montellà i Martinet      | serra        |         | 42° 20′ 40″ N, 1° 40′ 16″ E / 42.3445°N,1.67109°E 1432.7 msnm                 |           |                     | Modifica les dades a Wikidata |
|        | Serra Cabirolera   | Bagà Montellà i Martinet | serra        |         | 42° 17′ 08″ N, 1° 40′ 52″ E / 42.285489°N,1.681059°E 2446 msnm                |           | Serra Cabirolera    | Modifica les dades a Wikidata |
|        | serra de Mataplana | Cava Montellà i Martinet | serra        |         | 42° 18′ 14″ N, 1° 39′ 18″ E / 42.303944°N,1.655076°E serra del Cadí 1894 msnm |           | Serra de Mataplana  | Modifica les dades a Wikidata |
|        | serrat Moster      | Montellà i Martinet      | serra        |         | 42° 19′ 34″ N, 1° 39′ 26″ E / 42.3262°N,1.65722°E 1621.6 msnm                 |           |                     | Modifica les dades a Wikidata |
|        | serrat de l'Obaga  | Montellà i Martinet      | serra        |         | 42° 19′ 23″ N, 1° 40′ 18″ E / 42.3231°N,1.67173°E 1481.6 msnm                 |           |                     | Modifica les dades a Wikidata |
|        | serrat de la Font  | Cava Montellà i Martinet | serra        |         | 42° 20′ 15″ N, 1° 39′ 31″ E / 42.33740278°N,1.65871111°E 1583.5 msnm          |           |                     | Modifica les dades a Wikidata |
|        | serrat de la Vinya | Montellà i Martinet      | serra        |         | 42° 21′ 20″ N, 1° 41′ 28″ E / 42.35544722°N,1.69103333°E 1155.4 msnm          |           |                     | Modifica les dades a Wikidata |

## Misc
| imatge | Nom                                       | Ubicat a                                                                                     | instància de                       | Detalls | coordenades                                                                                       | Protecció                                            | Commons (més fotos)             | Dades a WD                    |
| ------ | ----------------------------------------- | -------------------------------------------------------------------------------------------- | ---------------------------------- | --- | ------------------------------------------------------------------------------------------------- | ---------------------------------------------------- | ------------------------------- | ----------------------------- |
|        | Balma de l'Espluga                        | Montellà i Martinet                                                                          | abric rocós                        | | 42° 19′ 04″ N, 1° 42′ 19″ E / 42.3177036367105°N,1.70537077710493°E                               |                                                      |                                 | Modifica les dades a Wikidata |
|        | Cal Calsot                                | Montellà i Martinet                                                                          | casa                               | Estil: arquitectura popular                                                                                   | 42° 21′ 15″ N, 1° 42′ 10″ E / 42.354194444444445°N,1.7027222222222222°E ca:carrer Tossal, 2       | bé cultural d'interès local                          |                                 | Modifica les dades a Wikidata |
|        | Escola-ajuntament de Martinet             | Montellà i Martinet                                                                          | casa consistorial                  | Estil: arquitectura popular                                                                                   | 42° 21′ 37″ N, 1° 41′ 42″ E / 42.360213°N,1.695053°E                                              | bé integrant del patrimoni cultural català           | Escola-ajuntament de Martinet   | Modifica les dades a Wikidata |
|        | Estret de Mollet                          | Montellà i Martinet                                                                          | canyó                              | | 42° 21′ 46″ N, 1° 40′ 15″ E / 42.36264444°N,1.67073611°E                                          |                                                      |                                 | Modifica les dades a Wikidata |
|        | Molí de Brama-sacs                        | Montellà i Martinet                                                                          | molí d'aigua                       | Estil: arquitectura popular                                                                                   | 42° 20′ 01″ N, 1° 40′ 38″ E / 42.333708°N,1.677309°E                                              | bé integrant del patrimoni cultural català           |                                 | Modifica les dades a Wikidata |
|        | Murs i fortificacions de Montellà         | Montellà i Martinet                                                                          | muralla urbana                     | | 42° 21′ 17″ N, 1° 42′ 22″ E / 42.354707°N,1.706079°E ca:Carrer del Raval, Montellà 1146 msnm      | bé d'interès cultural bé cultural d'interès nacional |                                 | Modifica les dades a Wikidata |
|        | Pedrera de Montellà                       | Montellà i Martinet                                                                          | pedrera                            | | 42° 21′ 02″ N, 1° 40′ 55″ E / 42.3506336157323°N,1.68203942342327°E                               |                                                      |                                 | Modifica les dades a Wikidata |
|        | Safareig                                  | Montellà i Martinet                                                                          | safareig                           | Estil: arquitectura popular                                                                                   | 42° 19′ 15″ N, 1° 39′ 44″ E / 42.320881°N,1.662347°E ca:Estana                                    | bé integrant del patrimoni cultural català           |                                 | Modifica les dades a Wikidata |
|        | Segre                                     | Catalunya Pirineus Orientals                                                                 | riu curs d'aigua riu aurífer       | Desemboca: Ebre Llarg: 265km Conca: 22400km²                                                                  | 42° 24′ 09″ N, 2° 06′ 30″ E / 42.4025°N,2.1084°E 41° 21′ 48″ N, 0° 18′ 16″ E / 41.3633°N,0.3044°E |                                                      | Segre River                     | Modifica les dades a Wikidata |
|        | Serrat de la Creu                         | Montellà i Martinet                                                                          | vèrtex geodèsic                    | Alt: 1.2m | 42° 21′ 08″ N, 1° 40′ 07″ E / 42.352245°N,1.668706°E 1331.812 msnm                                |                                                      |                                 | Modifica les dades a Wikidata |
|        | Víllec i Estana                           | Montellà i Martinet                                                                          | entitat municipal descentralitzada | 37 hab | 42° 20′ 04″ N, 1° 39′ 52″ E / 42.334442°N,1.664515°E                                              |                                                      |                                 | Modifica les dades a Wikidata |
|        | la Granja d'en Lluís                      | Montellà i Martinet                                                                          | granja                             | | 42° 21′ 13″ N, 1° 41′ 54″ E / 42.353493306175°N,1.69822547429914°E                                |                                                      |                                 | Modifica les dades a Wikidata |
|        | parc dels Búnquers de Montellà i Martinet | Montellà i Martinet                                                                          | búnquer                            | Estil: arquitectura popular 20th century                                                                      | 42° 21′ 40″ N, 1° 41′ 04″ E / 42.36125°N,1.684306°E ca:Ctra. a Montellà, km 2                     | bé integrant del patrimoni cultural català           | Búnquers de Montellà i Martinet | Modifica les dades a Wikidata |
|        | refugi Prat d'Aguiló                      | Montellà i Martinet                                                                          | refugi de muntanya                 | Estil: arquitectura popular 1976-10-24 Hi passa: cavalls del vent Anomenat per: Cèsar August Torras i Ferreri | 42° 17′ 50″ N, 1° 42′ 51″ E / 42.297153°N,1.714087°E ca:Sota el pas dels Gosolans 1997 msnm       | bé integrant del patrimoni cultural català           | Refugi Prat d'Aguiló            | Modifica les dades a Wikidata |
|        | serra del Cadí                            | Cava Josa i Tuixén Saldes Gisclareny Montellà i Martinet Alàs i Cerc la Vansa i Fórnols Bagà | serralada àrea protegida           | Llarg: 22.6km Ample: 8km                                                                                      | 42° 17′ 08″ N, 1° 38′ 09″ E / 42.285691°N,1.635761°E                                              |                                                      | Serra del Cadí                  | Modifica les dades a Wikidata |